# Сиван (округ)
Сива́н (хинди सीवान जिला; англ. Siwan) — округ на западе индийского штата Бихар. Административный центр — город Сиван. Площадь округа — 2219 км². По данным всеиндийской переписи 2001 года население округа составляло 2 714 349 человек. Уровень грамотности взрослого населения составлял 51,65 %, что ниже среднеиндийского уровня (59,5 %). Уроженцем округа Сиван был первый Президент Индии Раджендра Прасад.